# YOUNG NETWORK Hit Radio 99
YOUNG NETWORK Hit Radio 99（ヤングネットワーク ヒットレディオナインティナイン）は、FM大阪で1989年4月から1991年3月まで放送されていたラジオ番組。

## 概要
この前の、1989年3月まで放送されていた『YOUNG NETWORK Hit Radio '○○』（パーソナリティ・勝りりこ、徳田実輝（月～木）、マーキー谷口・豊島美雪（金）。○○には、その年の西暦の下2桁（'87、'88）が入った）をリニューアルする形でスタート。 
パーソナリティがリクエスト音楽をかける番組で、情報やゲームも楽しめるようになっていた。また、リクエスト電話を受ける「コミュニケトマト」と言われた10代後半から20代の女性数人がリスナーからの電話を受けたり、日替わりでマイクの前で話すコーナーも有った。そのため、各曜日DJファンだけでなく、「トマトファン」と言われたリスナーも存在していたと言われる。
なお、番組タイトルの「99」はリクエスト電話番号が「○○99」だったところからきている。
番組開始当初は、曜日別にかける音楽のジャンルを、月曜日：フレッシュなイメージの曲、火曜日：青春の一曲、水曜日：J-POP・洋楽含めたヒット曲、木曜日：ダンサブルな曲、金曜日：ノンジャンル、と分けていた。また、当時の番組パンフレットによると、リスナーとのコミュニケーションを重視し、コミュニケトマトからリスナーへ逆に電話があったり、オンエアされた曲を対象にしての「アーティストビンゴ」のコーナーがあった。
1990年3月までは日替りパーソナリティだったが、1990年4月からリニューアル、月曜日から木曜日までの放送になり、放送時間も移動し、パーソナリティも月〜木通しての出演となった。

## パーソナリティ

### 1989年4月〜1990年3月
- 月曜日：笹野みちる
- 火曜日：平松愛理
- 水曜日：真璃子
- 木曜日：結城めぐみ
- 金曜日：マーキー谷口、豊島美雪（前番組から続投）

### 1990年4月〜1991年3月
- 月曜日〜木曜日：マーキー谷口、八重尾梓

## 放送時間
- 月曜日〜金曜日 18:00〜19:40 （1989年4月〜1989年9月）
- 月曜日〜金曜日 18:00〜19:30 （1989年10月〜1990年3月）
- 月曜日〜木曜日 17:00〜18:55 （1990年4月〜1991年3月）

## タイムテーブル・コーナー

### 1989年4月〜1990年3月
- 18:05 - 交通情報
- 18:15 - オロナミンC・ミュージックストーム
- 18:25 - ビブレ倶楽部 〜トマト畑でSOMETIME〜
- 18:30 - Beat On Clock
- 19:00 - イブニング・フォーカス（ニュース、天気予報）
- 19:17 - もしもしチケットぴあデス

### 1990年4月〜1991年3月
- 17:15 - お天気トマト
- 17:30 - Beat On Clock
- 18:05 - ハイウェイ・リポート99
- 18:30 - Bongo Bingo Bango
- おまかせアーティストビンゴ
- HI! チケットぴあです